# Balignac
Balignac ist eine französische Gemeinde mit 40 Einwohnern (Stand 1. Januar 2022) im Département Tarn-et-Garonne in der Region Okzitanien. Sie gehört zum Kanton Garonne-Lomagne-Brulhois und zum Arrondissement Castelsarrasin. 

## Lage
Nachbargemeinden sind Puygaillard-de-Lomagne im Norden, Lavit im Osten, Montgaillard im Süden und Poupas im Westen. An der westlichen Gemeindegrenze verläuft das Flüsschen Cameson.

## Bevölkerungsentwicklung
| Jahr      | 1962 | 1968 | 1975 | 1982 | 1990 | 1999 | 2007 | 2015 |
| --------- | ---- | ---- | ---- | ---- | ---- | ---- | ---- | ---- |
| Einwohner | 45   | 42   | 33   | 26   | 28   | 28   | 26   | 37   |

## Sehenswürdigkeiten

Kirche Saint-Rémi

- Kirche Saint-Rémi